# Netuma thalassina
Netuma thalassina és una espècie de peix de la família dels àrids i de l'ordre dels siluriformes.

## Morfologia
- Els mascles poden assolir 185 cm de longitud total.[6][7]

## Alimentació
Menja principalment crancs, gambes, Squilla, peixos i mol·luscs.

## Hàbitat
És un peix demersal i de clima subtropical que viu entre 10-195 m de fondària.

## Distribució geogràfica
Es troba al Mar Roig, el nord-oest de l'oceà Índic, Austràlia, la Polinèsia, Japó i, més rarament, al delta del riu Mekong.

## Ús comercial
Es comercialitza principalment fresc i, sovint també, assecat.